# Maitland (Pennsylvanie)
Maitland est une census-designated place située dans le comté de Mifflin, dans l’État de Pennsylvanie, aux États-Unis. Lors du recensement de 2020, elle compte 323 habitants.